# Salena Rocky Malone
Salena Rocky Malone (morreu em maio de 2017) é uma ativista aborígine australiana LGBQTI. Ele é um dos fundadores do Grupo de Apoio à Liderança da IngiLez (ILSG) e gerente do Serviço para Jovens de Portas Abertas.

## Carreira
Rocky começou sua carreira como oficial de ligação aborígine e oficial de ligação LGBTI no Serviço de Polícia de Queensland.
Rocky também participa de grupos comunitários, incluindo PFLAG, Dykes on Bikes, LGBTI Health Alliance e muitos outros.

## Morte
Rocky morreu em 22 de maio de 2017, após um acidente de moto em Rockhampton.

## Prêmios
Ele recebeu vários prêmios de Melhor Serviço Comunitário no Brisbane Queen's Ball Awards por seu trabalho com o Open Doors Youth Service, trabalhando com jovens LGBTI arriscados.